# Kwango
Kwango (v Angole Cuango) je řeka ve střední Africe. Protéká Angolou a Demokratickou republikou Kongo. Je 1200 km dlouhá. Povodí má rozlohu 263 500 km².

## Průběh toku
Pramení na planině Lunda. Teče na sever v široké a hluboké dolině, přičemž vytváří řadu peřejí a vodopádů. Je největším levým přítokem Kasaie (povodí Konga). Hlavní přítoky jsou Vamba a Kvilu (zprava).

## Vodní režim
Největší průtok má v období dešťů od září do října a nejnižší v srpnu. Průměrný průtok vody na dolním toku činí 2700 m³/s.

## Využití
Vodní doprava je možná na dolním toku od ústí k peřejím Kinguši (307 km) a částečně i na středním toku mezi Kinguši a vodopádem Františka Josefa (300 km). Na řece je rozvinutý rybolov.